# Aaron Long
Aaron Ray Long, född 12 oktober 1992, är en amerikansk fotbollsspelare som spelar för New York Red Bulls i Major League Soccer.

## Landslagskarriär
Long debuterade för USA:s landslag den 16 oktober 2018 i en 1–1-match mot Peru.